# Gianni Bonichon
Gianni Bonichon (Nus, 13 oktober 1944 - Aosta, 3 januari 2010) was een Italiaans bobsleeër. 
Bonichon nam deel aan de Olympische Winterspelen 1972 in Sapporo en won een zilveren medaille in de 4-mans bob.